# دوالي معوية
الدوالي المعوية (بالإنجليزية: Intestinal varices) هي أوردة متوسعة تحت المخاطية في الأمعاء. التحويلة البابية الجهازية داخل الكبد بطريق الوداجي تعتبر من العلاجات الخاصة بهذه الحالة.